# أكروبوليس أثينا

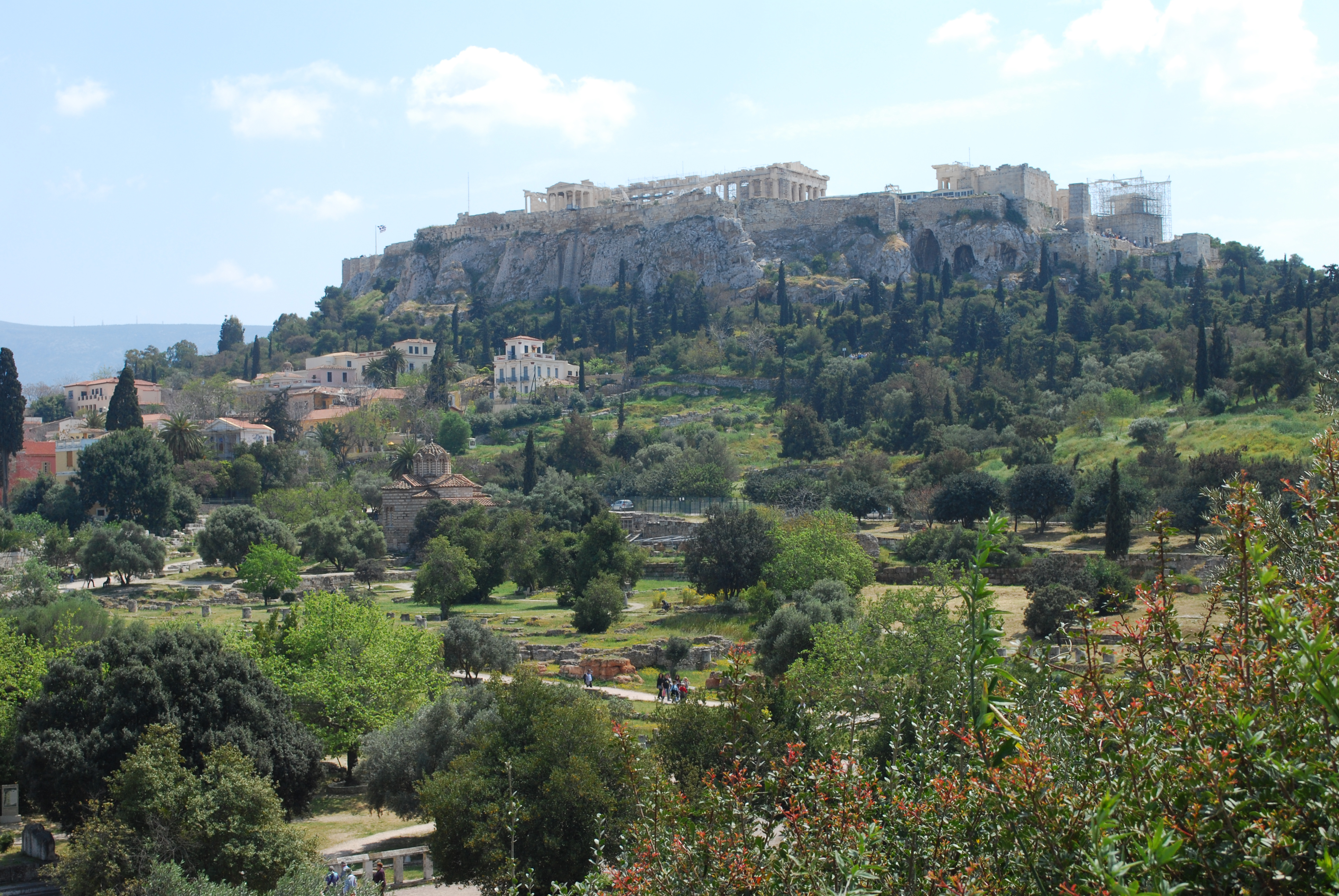

أكروبوليس أو أكروبول هي هضبة صخرية عالية وسط أثينا. يأتي مصطلح «أكرو» من صفة (العلو والارتفاع) واسم «بوليس» من (مدينة أو بلدة)، وهذا يعني أن «أكروبوليس» معناها «المدينة المرتفعة». وهو معبد يوناني قديم يقع في العاصمة اليونانية أثينا على قمة تل، يعد من أشهر المعابد اليونانية القديمة وكلمة أكروبوليس Acropolis كلمة يونانية قديمة تعني المدينة العالية، وقد اعتاد اليونانيون القدماء لبناء أكروبوليس لكل مدينة ذات أهمية، وكان الأكروبوليس في أثينا له الشأن الأعظم من بين جميع المعابد في المدن اليونانية القديمة، وفي حالة الغزو الخارجي كان اليونانيون يتخذون الأكروبوليس قاعدة حصينة يقاومون القوات الغازية حتى النهاية. أضيف الموقع عام 1987 إلى قائمة اليونسكو للتراث العالمي.

## وصف

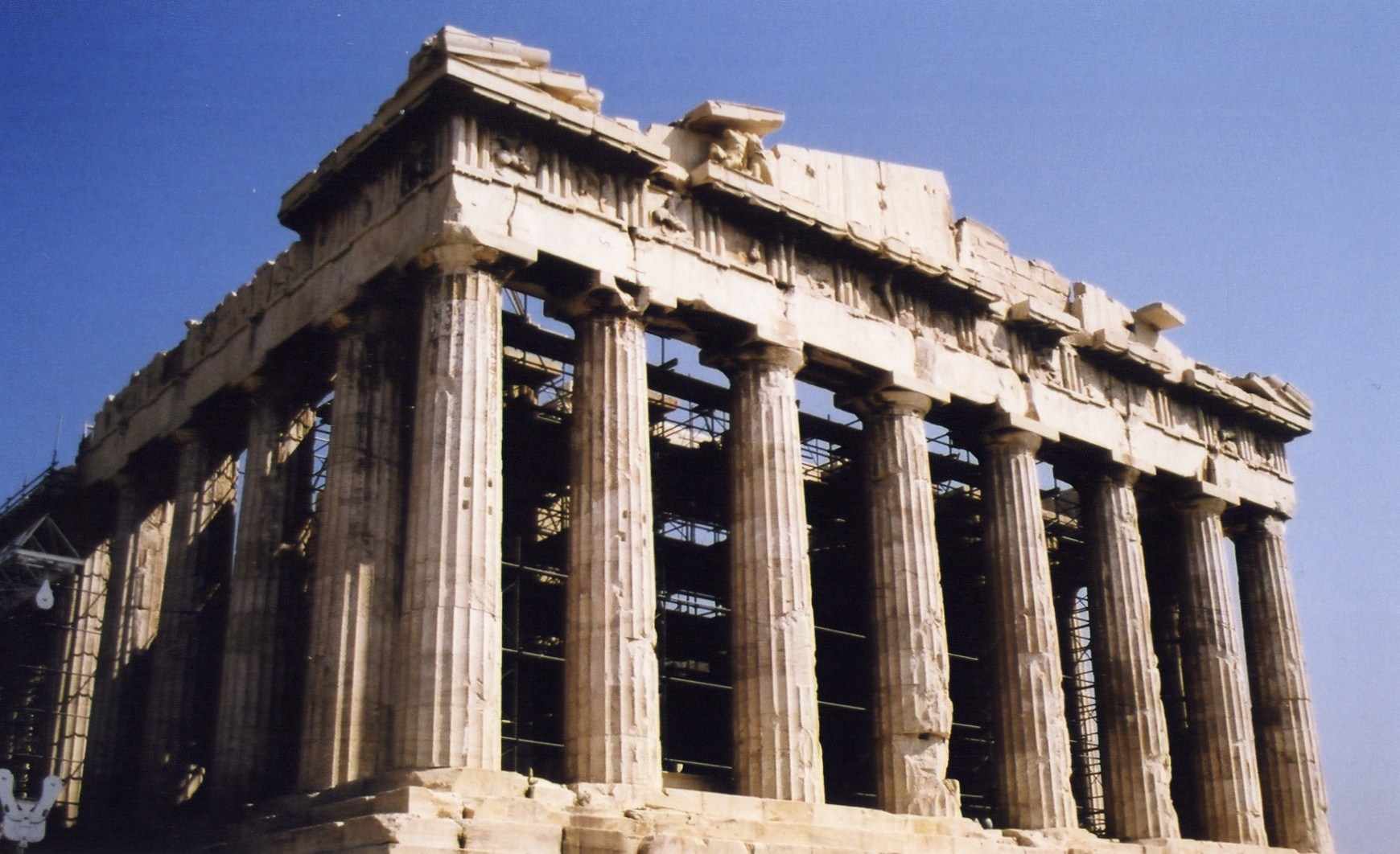
معبد البارثنون ضمن الأكروبوليس

يعتبر أكروبوليس أثينا من أهم وأشهر أكروبوليس أنشأه اليونانيون من بين جميع المدن اليونانية القديمة، الواقع في إقليم أتيكا، يرتفع ب152 مترا عن سطح البحر، وهو جبل صخري ذو أبعاد تقدر ب270 * 150، وقد سكنها البشر منذ القدم والتي اكتشفت اثارهم التي تعود إلى عام 3000 ق.م، وهي عبارة عن منازل وقصر للحاكم آنذاك. قام أحد رجال الدولة اليونانية وهو بريكليس (Pericles) بإنشاء الأكروبوليس في أثينا ومن الأعمال المهمة التي قام بها هو بناء أربعة مبان رئيسية وهي معبد البارثنون، وبوابة بروبيليون، ومعبد أثينا، ومعبد أريخثيون.
- معبد البارثنون: وهوأكبر معبد أنشأه اليونانيون من بين جميع المعابد في الأكروبوليس، وكلمة بارثنون باليونانية القديمة تعني أثينا الفتاة المحاربة.
- بوابة بروبيليون: وهي المدخل الرئيسي للأكروبوليس الواقع في غرب التلة.
- معبد أثينا: وهو المعبد الأصغر في الأكروبوليس.
- معبد أرخثيون: وهو آخر معبد بني في الأكروبوليس ويعد من أكثر المعابد فنا وزينة ولقي اهتماما عظيما في العهد اليوناني القديم.